# Collegium illustre
 Collegium illustre eller Collegium regium et illustre var ett läroverk för svenska adelsmän, verksamt 1625-1632. 
Det tillkom enligt Ridderskapets och adelns beslut vid 1625 års riksdag i Stockholm och var avsett uteslutande för adelns söner. 

## Historik
Riksrådet Johan Skytte hade den huvudsakliga ledningen vid dess inrättande och styrande. Enligt läsplanen (ratio studiorum, tr. 1636) bestod läroverket av en lägre och en högre avdelning. I den lägre, som var sju-klassig och bestämd för barn mellan sju och fjorton år, meddelades undervisning företrädesvis i de klassiska språken och franska; i den högre, "auditorium publicum", hölls föreläsningar i filosofi, matematik och vältalighet. Meningen var att med tiden låta föreläsningarna omfatta även teologi, juridik och medicin eller, med andra ord, att bilda en fullständig högskola i huvudstaden. 
Vid kollegiet utgavs och försvarades disputationer. Professorernas antal var tre. De första lärarna var: Johannes Matthiæ Gothus, författare till ovan nämnda läsplan och slutligen biskop i Strängnäs stift, Vilhelm Simonius och Jöran Lilja alias Georg Stiernhielm samt, efter dennes avgång 1628, Jacob Rudbeckius. Lärarnas löner betalades dels av staten (årligt anslag av 2000 daler kopparmynt, enligt kungligt brev av 27 april 1627) och dels av riddarhuskassan. 
Pesten 1629 avbröt kollegiets verksamhet. Samtidigt drogs Johannes Matthiæ Gothus och Simonius åt andra arbetsfält. Rudbeckius bibehölls vid syssla och lön till 1632, då med hans avskedstagande kollegiet helt upphörde.